# Nicotiana setchellii
Nicotiana setchellii är en potatisväxtart som beskrevs av Goodspeed. Nicotiana setchellii ingår i släktet tobak, och familjen potatisväxter. Inga underarter finns listade i Catalogue of Life.